# Лежепёков, Иван Петрович
Иван Петрович Лежепёков (1899—1961) — председатель колхоза «Путь к рассвету» Кромского района Орловской области, Герой Социалистического Труда.

## Биография
Родился в 1899 году в деревне Черкасская Кромского уезда Орловской губернии, ныне Кромского района Орловской области.
Был участником Гражданской войны, прошел всю Великую Отечественную войну.
Ещё до войны односельчане избрали Ивана Лежепёкова председателем колхоза «Путь к рассвету». Демобилизовавшись, он вновь возглавил хозяйство. В этой
должности добился больших успехов, выведя колхоз в число миллионеров. Колхоз сеял все культуры, но особенно высокий урожай давала конопля. В 1947 году был получен высокий урожай южной конопли — 66,34 центнеров стеблей и 10,58 центнеров семян с каждого гектара на площади 23,8 га. Указом Президиума Верховного Совета СССР от 30 марта 1948 года за получение высоких урожаев председателю колхоза Лежепекову Ивану
Петровичу и ряду других работников было присвоено звание Героя Социалистического Труда с вручением ордена Ленина и Золотой Звезды «Серп и Молот».
Иван Петрович превратил колхоз в многоотраслевое хозяйство. Так, в 1955 году хозяйство собрало 37 тысяч центнеров зерновых, произвело 523 тысячи центнеров молока, повысив надои от каждой фуражной коровы до 1613 литров в год. На каждые 100 гектаров земельных угодий колхоз имел 38,9 центнеров мяса и 18,1 центнеров свинины. За этот год доходы колхоза превысили семь миллионов рублей, в неделимые фонды было вложено 10 миллионов рублей.
И. П. Лежепёков проживал в родной деревне Черкасской до конца жизни. Печатался в областной газете. Умер 9 января 1961 года.
В Орловском краеведческом музее находится портрет И. П. Лежепёкова.

## Награды
- Медаль «Серп и Молот» (30.3.1948)
- Орден Ленина (30.3.1948)
- Медали